# 야로면
야로면(冶爐面)은 대한민국 경상남도 합천군의 면이다. 군청 소재지에서 동북방으로 28km 지점에 위치하며, 동쪽으로 경상북도 고령군, 서쪽으로는 거창군 가조면과 인접하고 있다. 고찰 해인사 관광지 배후지역으로서, 양돈, 양파 등 농축산물의 집산지로 부상하고 있다.

## 행정 구역
- 덕암리
- 정대리
- 묵촌리
- 금평리
- 매촌리
- 하빈리
- 나대리
- 하림리
- 야로리
- 구정리
- 월광리
- 청계리

## 교육
- 야로초등학교
  - 월광분교 (폐교) : 야로면 가야산로 728 (월광리)
- 야로중학교
- 야로고등학교